# Нояк (Нью-Йорк)
Нояк (англ. Noyack) — переписна місцевість (CDP) в США, в окрузі Саффолк штату Нью-Йорк. Населення — 4325 осіб (2020).

## Географія
Нояк розташований за координатами 40°58′43″ пн. ш. 72°20′46″ зх. д. / 40.97861° пн. ш. 72.34611° зх. д. (40.978485, -72.346015).  За даними Бюро перепису населення США в 2010 році переписна місцевість мала площу 22,60 км², з яких 21,77 км² — суходіл та 0,84 км² — водойми.

## Демографія
Згідно з переписом 2010 року, у переписній місцевості мешкало 3568 осіб у 1510 домогосподарствах у складі 938 родин. Густота населення становила 158 осіб/км².  Було 2881 помешкання (127/км²).
Расовий склад населення:
| - 93,0 % — білих - 1,5 % — азіатів - 1,2 % — чорних або афроамериканців - 0,3 % — корінних американців - 0,1 % — вихідців з тихоокеанських островів - 3,1 % — осіб інших рас |

До двох чи більше рас належало 0,8 %. Частка іспаномовних становила 9,4 % від усіх жителів.
За віковим діапазоном населення розподілялося таким чином: 21,0 % — особи молодші 18 років, 60,7 % — особи у віці 18—64 років, 18,3 % — особи у віці 65 років та старші. Медіана віку мешканця становила 45,9 року. На 100 осіб жіночої статі у переписній місцевості припадало 93,1 чоловіків;  на 100 жінок у віці від 18 років та старших — 93,7 чоловіків також старших 18 років.
Середній дохід на одне домашнє господарство  становив 116 201 долар США (медіана — 77 988), а середній дохід на одну сім'ю — 123 254 долари (медіана — 85 455). Медіана доходів становила 76 250 доларів для чоловіків та 54 770 доларів для жінок. За межею бідності перебувало 11,6 % осіб, у тому числі 18,8 % дітей у віці до 18 років та 3,6 % осіб у віці 65 років та старших.
Цивільне працевлаштоване населення становило 2127 осіб. Основні галузі зайнятості: освіта, охорона здоров'я та соціальна допомога — 18,0 %, будівництво — 17,6 %, науковці, спеціалісти, менеджери — 14,8 %.